# Consoană pulmonară
O consoană pulmonară este o consoană ce depinde de un flux de aer care își are originea în plămâni, spre deosebire de consoanele ejective, implozive și clicuri .
Majoritatea limbilor au doar consoane pulmonare. Ian Maddieson⁠(d), în sondajul său asupra 566 de limbi,   a constatat că doar 152 aveau ejective, implozive sau clicuri – adică 73% din limbile existente în lume au doar consoane pulmonare. 